# Katok i skripka
Katok i skripka (russisk: Каток и скрипка, dansk: Damptromle og violin) er en sovjetisk kort spillefilm fra 1960 instrueret af Andrej Tarkovskij baseret på et manuskript af Tarkovskij og Andrej Kontjalovskij. Filmen handler om det usædvanlige venskab mellem Sajsa (spillet af Igor Fomtjenko), en lille dreng og Sergej (Vladimir Zamanskij), en damptromlefører. Filmen er Tarkovskijs afgangsfilm fra det sovjetiske filmakademi, men blev produceret på Mosfilms filmstudier.
Filmens tema og handling er blevet tolket som symbol på alliancen mellem kunstnere og arbejdere i det sovjetiske samfund.

## Handling
Drengen Sasja (Igor Fomtjenko) bor med sin mor (Marina Adsjubej) og sin søster i et gammelt hus i Moskva. Han går til violinundervisning. Hver morgen når han går til undervisning forsøger han at undgå nogle andre større drenge, der driller og mobber ham. En dag er han heldig, da Sergej (Vladimir Zamanskyij), en fører af en damptromle, siger til de andre børn, at de skal lade Sasja være i fred.
Til musikundervisningen spiller Sasja smukt, men hans lærer er mere interesseret i form og orden og kvæler Sasjas kreativitet med en metronom. På vej hjem møder Sasja igen Sergej, som lader ham styre damptromlen. De to spiser frokost sammen og går rundt i Moskva, hvor de oplever en række begivenheder. De ser en bygning blive revet ned, hvorefter der åbnes op for udsyn til en af de syv søste i baggrunden. Sergej fortæller historier om krigen, og Sasja spiller violin for sin nye ven.
De sig farvel til hinanden, men aftaler at se en film sammen senere, men planerne bliver forpurret af Sasjas mor. Sasja forsøger at snige sig ud af lejligheden, og i slutscenen ses Sasja løbe efter damptromlen i en drømmeagtig sekvens.

## Medvirkende
- Igor Fomenko som Sasja
- Vladimir Zamanskij som Sergej
- Natalja Arkhangelskaja
- Marina Adzjubej
- Jura Brusser

## Produktion
Manuskriptet til filmen blev skrevet af Andrej Tarkovskij og Andrej Kontjalovskij, der på det tidspunkt begge var studerende ved USSR's Filminstitut (VGIK). Filmen var Tarkovskijs afsluttende projekt og han ønskede at skabe en poetisk film med stemning og atmosfære og ikke en film med optrukne konflikter og traditionel dramaturgi.
Selvom filmen var Tarkovskijs afgangsfilm, blev den produceret på Mosfilms filmstudier ved produktionsenheden for børnefilm. Indspilningerne blev afsluttet i 1960. Tarkovskij modtog for filmen bedømmelsen "bedst" (russisk: отличный); den højeste vurdering.